# Cyklobutadien
Cyklobutadien (C4H4) je vysoce nestabilní organická sloučenina, mající nejmenší možný cyklický uhlíkový řetězec. Ve volné formě přechází během několika sekund na buta-1,3-dien. Její molekuly lze stabilizovat pouze za velmi nízkých teplot v matici z netečného plynu.